# Листороги бръмбари
Листорогите бръмбари (Scarabaeidae) са семейство насекоми от разред Твърдокрили. Характерни за семейството са скарабеите (торни бръмбари), наречени така поради факта, че създават и пренасят торни топки (изградени от тор, хумус и друга разлагаща се органична материя), където снасят и яйцата си. Въпреки това в семейството има и много представители хранещи се с дървесина или друга органична материя. По-характерни представители в България са скарабеите, бръмбара носорог и торния носорог.
Много от едрите видове, преди всичко от подсемейство Династинае се отглеждат в терариуми и са популярни домашни любимци в Япония и други страни от източна Азия.
Богато на видове семейство с над 26 000 представители, включващо множество родове сред които:
- Agestrata --
- Anoplognathus --
- Augosoma --
- Canthon --
- Chrysina --
- Chalcosoma --
- Chelorrhina --
- Cheirolasia --
- Cheirotonus --
- Cotinis --
- Dynastes --
- Eudicella --
- Goliathus --
- Megsoma --
- Onthophagus --
- Pachnoda --
- Phanaeus --
- Plusiotis --
- Ranzania --
- Rhomborrhina --
- Stephanorrhina --
- Xylotrupes --

В Древен Египет е смятан за божество.